# Collimatore
Un collimatore è un dispositivo in grado di raddrizzare un fascio di raggi provenienti da una sorgente (sotto forma di onda sferica) in un fascio di raggi paralleli (onda piana).
In ottica, ad esempio, uno specchio o una lente di opportuna lunghezza focale possono fungere da collimatori: se la sorgente (reale o virtuale) si trova nel fuoco della lente (o dello specchio), infatti, i raggi emessi verranno rifratti (o riflessi) parallelamente all'asse ottico (il fascio verrà cioè collimato).
Questo tipo di dispositivo è utile, ad esempio, nel caso in cui si voglia derivare sperimentalmente lo spettro di Fourier o la composizione dei modi sinusoidali di un'onda elettromagnetica mediante un reticolo di diffrazione: a tale scopo, infatti, è necessario che l'onda elettromagnetica da analizzare incida sul reticolo con vettori d'onda paralleli tra loro.

## Medicina

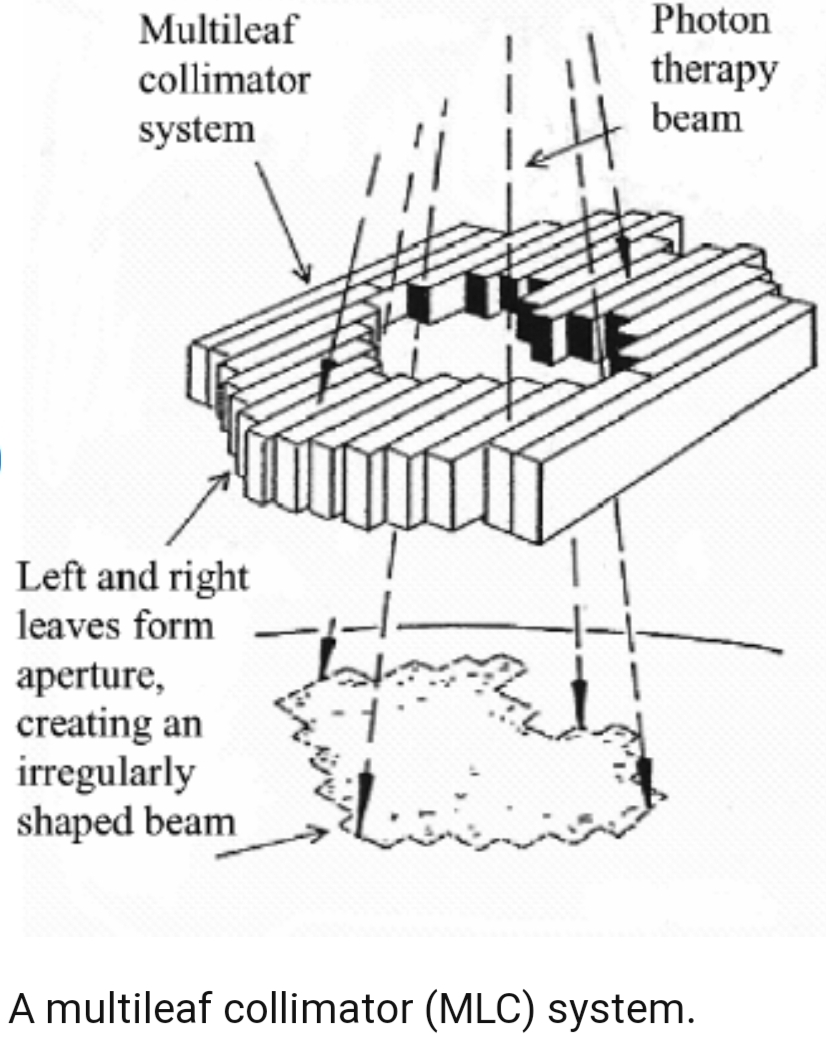
Radioterapia: un collimatore multilamellare (detto anche multilamina o multifoglio) cambia forma nel trattamento indirizzando il fascio nella zona giusta colpita da tumore e assumendo la forma della parte malata. È realizzato in lega di tungsteno

In campo medico il collimatore multilamellare o multifoglio (MLC) viene utilizzato nella pianificazione del trattamento radioterapico per indirizzare il fascio dei raggi della radiazione. Per eliminare il pericolo che i raggi attraversino con effetti catastrofici le zone sane del paziente oncologico, il collimatore multilamellare cambia forma anche durante il trattamento assumendo aperture e chiusure personalizzate della stessa forma della zona malata che presenta il tumore.

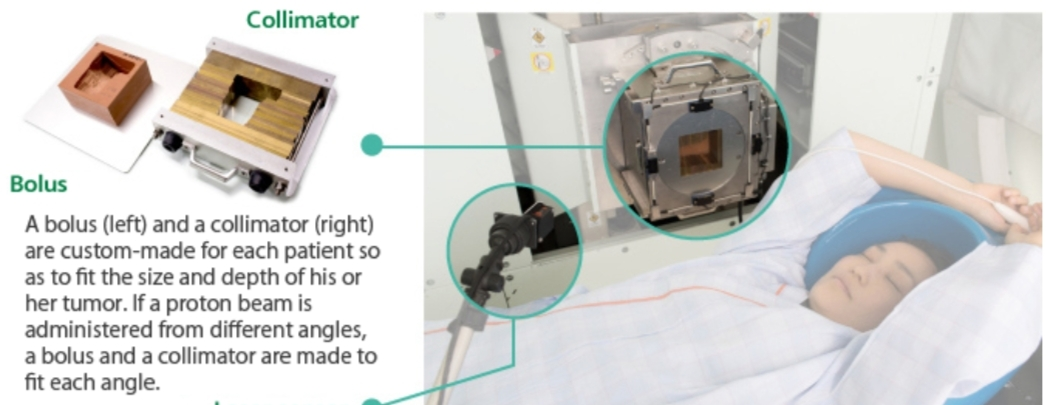
Un contenitore per bloccare e contenere il paziente nel trattamento e il collimatore multilamellare nella protonterapia in Giappone. Nel cerchio in basso il sensore del sistema di scansione ottica basato su laser è puntato sulla superficie toracica e/o addominale del paziente per costruire lo studio respiratorio mentre si interfaccia con le CT-PET per la gestione del trattamento radioterapico

Questo collimatore orienta il fascio proveniente dalla radioterapia ad intensità modulata (IMRT) consentendo l'irradiazione di una dose elevata in tempo ridotto colpendo solo il giusto bersaglio. Tale intensità è costantemente controllata mediante la continua monitorizzazione della zona in rapporto del gating respiratorio potendo quindi interrompere immediatamente il trattamento.